# Шелестинський Артем Сергійович
Артем Сергійович Шелестинський (нар. 17 жовтня 1990) — український футболіст, півзахисник.

## Життєпис
Вихованець «Сталі», у складі якої з 2003 по 2007 рік грав у юнацьких чемпіонатах України (ДЮФЛ). Дорослу футбольну кар'єру розпочав 2006 року в «Сталі-2», яка виступала в чемпіонаті Луганської області. У 2008 році переведений до першої команди алчевців, у футболці якої дебютував 18 березня 2008 року в переможному (2:1) виїзному поєдинку 20-го туру Першої ліги України проти франківського «Прикарпаття». Артем вийшов на поле на 46-й хвилині, замінивши Олександра Васильєва. У другій половині сезону 2007/08 років зіграв 15 матчів у Першій лізі. Протягом наступних двох сезонів зіграв по 1-му матчу за «Сталь» у Першій лізі. Після цього до 2011 року знову виступав за «Сталь-2» у чемпіонаті Луганської області.
По ходу сезону 2011 року перебрався у «Лисичанськ», у футболці якого зіграв 10 матчів (1 гол) в аматорському чемпіонаті України. З 2012 по 2013 рік виступав у чемпіонаті Донецької області за донецький «Титан» та ФК «Волноваха». Потім виїхав до Росії, де протягом двох років виступав за «Понтос» (Витязево) в чемпіонаті Краснодарського краю. У 2016 році повернувся до України, де підсилив «Зорю» (Рубіжне) з чемпіонату Луганської області. Через два роки перейшов до іншого колективу з чемпіонату Луганської області, «Скіфа» (Шульгинка).